# Papyrus 46
Papyrus 46 (Nummering van Gregory-Aland)(P46; Papyrus Chester Beatty II) is een van de oudste handschriften van het Nieuwe Testament dat bekend is. Hoogstwaarschijnlijk is het ontstaan tussen 175 en 225 na Christus.
Het maakt deel uit van de Chester Beatty Papyri.
Volgens de website Bible Research bevat P46 (in volgorde) "de laatste acht hoofdstukken van Romeinen; de gehele brief aan de Hebreeën; vrijwel alles van 1 Korintiërs en 2 Korintiërs; geheel Efeziërs, Galaten, Filippenzen en Kolossenzen en twee hoofdstukken van                               1 Tessalonicenzen. Alle bladen zijn door verval aan de onderzijde enkele regels kwijt."

## Inhoud van de Papyrus
Papyrus 46 bevat de meeste brieven van Paulus (zie ook Auteurschap van de brieven van Paulus). 
Zij bevinden zich hetzij in de Chester Beatty Library te Dublin (CB), hetzij bij de Universiteit van Michigan (Mich). Enkele bladen ontbreken.
| Blad          | Inhoud                                                                  | Plaats    |
| ------------- | ----------------------------------------------------------------------- | --------- |
| 1-7           | Romeinen 1:1-5:17                                                       | Ontbreekt |
| 8             | Romeinen 5:17-6:14                                                      | CB        |
| 9-10          | Romeinen 6:14-8:15                                                      | Ontbreekt |
| 11-15         | Romeinen 8:15-11:35                                                     | CB        |
| 16-17         | Romeinen 11:35-14:8                                                     | Mich.     |
| 18 (fragment) | Romeinen 14:9-15:11                                                     | CB        |
| 19-28         | Romeinen 15:11-Hebreeën 8:8                                             | Mich.     |
| 29            | Hebreeën 8:9-9:10                                                       | CB        |
| 30            | Hebreeën 9:10-26                                                        | Mich.     |
| 31-39         | Hebreeën 9:26-1 Korintiërs 2:3                                          | CB        |
| 40            | 1 Korintiërs 2:3-3:5                                                    | Mich.     |
| 41-69         | 1 Korintiërs 3:6-2 Korintiërs 9:7                                       | CB        |
| 70-85         | 2 Korintiërs; 9:7-einde, Efeziërs, Galaten 1:1-6:10                     | Mich.     |
| 86-94         | Galaten 6:10-einde, Filippenzen, Kolossenzen, 1 Tessalonicenzen 1:1-2:3 | CB        |
| 95-96         | 1 Tessalonicenzen 2:3-5:5                                               | Ontbreekt |
| 97 (fragment) | 1 Tessalonicenzen 5:5, 23-28                                            | CB        |
| 98-104        | Inhoud onzeker (zie hieronder)                                          | Ontbreekt |

### Grootte van de bladen
De bladen van ongeveer 28 bij 16 cm bevatten één kolom tekst met 11,5 cm als gemiddelde breedte. Per bladzijde zijn er tussen de 26 en 32 regels tekst, maar tegen het einde neemt zowel de breedte van de regels als het aantal regels per blad toe. De regels aan de onderkant zijn beschadigd: in het eerste kwart ontbreken 1 à 2 regels; in het tweede en derde kwart 2 à 3 regels; aan het laatste kwart tot wel 7 regels.

### Onbekende inhoud
Het is duidelijk dat de zeven ontbrekende bladen aan het begin de eerste hoofdstukken van Romeinen hebben bevat. De inhoud van de zeven ontbrekende bladen aan het slot is echter niet zeker. Er was genoeg ruimte voor 2 Tessalonicenzen en mogelijk ook voor Filemon, maar niet voor 1 Timoteüs, 2 Timoteüs en Titus. Frederic G. Kenyon rekent voor dat 2 Tessalonicenzen twee bladen behoeft,
waardoor er vijf bladen (10 bladzijden) beschikbaar zijn voor:
- 1 Timoteüs (8.25 bladzijden nodig bij dit papierverbruik),
- 2 Timoteüs (6 bladzijden nodig),
- Titus (3.5 bladzijden nodig) en
- Filemon (1.5 bladzijde nodig) - 19.25 bladzijden nodig, maar slechts 10 beschikbaar.

### Leestekens
Men is het er meestal over eens dat de kleine en dikke streepjes of punten door heel Romeinen, Hebreeën en in de laatste hoofdstukken van de Eerste brief aan de Tessalonicenzen eerder van een lezer afkomstig zijn dan van degene die het manuscript vervaardigd heeft, want de gebruikte inkt is bleker dan de inkt van de tekst zelf. 
Deze lijken de tekst op een zinvolle wijze in te delen (te vergelijken met de hedendaagse indeling in hoofdstukken en verzen) en worden ook gezien in gedeelten van Papyrus 45; waarschijnlijk waren beide codices in gebruik in dezelfde gemeenschap.

## Herkomst
De herkomst van Papyrus 46 is onbekend. De Chester Beatty papyri, waar het toe behoort, zijn waarschijnlijk aanvankelijk in handen gekomen van illegale handelaren. Daardoor zijn de omstandigheden rond de vondst en de vindplaats niet duidelijk. Volgens één verslag werden ze gevonden in kruiken bij een koptische begraafplaats bij de ruïnes van de antieke stad Atfih of Aphroditopolis (zie Lijst van steden van het oude Egypte). Andere theorieën stellen dat de verzameling werd gevonden bij Fayum (El-Fajoem) en niet bij Aphroditopolis, of dat de vindplaats een christelijke kerk of klooster was en niet een begraafplaats. De papyri werden door Alfred Chester Beatty gekocht, naar wie de manuscripten zijn genoemd.
De vondst van de papyri werd bekendgemaakt op 19 november 1931, terwijl in de tien jaar daarna nog meer bladen zouden opduiken. Frederic G. Kenyon liet tussen 1933 en 1958 de handschriften uitgeven in een werk in acht delen The Chester Beatty Biblical Papyri: Descriptions and Texts of Twelve Manuscripts on Papyrus of the Greek Bible. De papyri worden meestal gecatalogiseerd als P. Chester Beatty, gevolgd door een Romeins cijfer tussen de I-XII, een voor ieder manuscript.
Na de ontdekking in Caïro, werd Papyrus 46 door een handelaar in stukken verdeeld. Chester Beatty wist in 1930 tien bladen te bemachtigen, Michigan verkreeg er zes in 1931 en 24 in 1933. Beatty kocht er nog 46 in 1935. Zijn aankopen maken nu deel uit van de Chester Beatty Papyri, die bestaan uit elf codices met Bijbelgedeelten.

## Datering
Het manuscript wordt in het algemeen vroeg in de derde eeuw gedateerd.. Young Kyu Kim bepleit een nog vroegere datum, rond AD 80. Bruce W. Griffin bekritiseert en bestrijdt Kims datering. Hij plaatst de meest waarschijnlijke datum tussen AD 175-225, met een "95% betrouwbaarheidsinterval voor een datum tussen AD 150-250
Op gelijke wijze laten Comfort and Barrett zien dat Papyrus 46 P46 een aantal eigenschappen gemeen heeft met de archeologische vondsten van de Oxyrhynchus Papyri, een grote groep oude handschriften. Genoemd naar hun vindplaats Oxyrhynchus in Egypte (tegenwoordig El-Bahnasa) worden deze oude manuscripten aangeduid met (P.Oxy.), waaronder navolgende:
- P. Oxy. 8 (toegeschreven aan de late eerste en vroege tweede eeuw);
- P. Oxy. 841 (de correctie kan niet later gedateerd worden dan AD 125–150);
- P. Oxy. 1622 (met overtuiging te dateren tot boot AD 148, waarschijnlijk gedurende de regering van keizer Hadrianus [117–138], gezien de tekst van het document op de achterzijde;
- P. Oxy. 2337 (toegeschreven aan de late eerste eeuw);
- P. Oxy. 3721 (toegeschreven aan de tweede helft van de tweede eeuw);
- P. Rylands III 550 (toegeschreven aan de tweede eeuw) en
- P. Berol. 9810 (vroeg in de tweede eeuw).

Zij trekken hieruit de conclusie dat dit op een datum voor Papyrus 46, P46 wijst rond het midden van de tweede eeuw.
Volgens Aland is er sprake van wat hij een vrije tekst noemt.